# Кога (Ибараки)
Кога (яп. 古河市 Кога-си) — город в префектуре Ибараки, Япония. Известен с VIII века. Площадь — 123,58 км². Численность населения — 146 317 человек (на февраль 2007). Плотность населения — 1,184 чел./км².
Кога находится на острове Хонсю, в регионе Канто, на западе префектуры Ибараки. Статус города получил 1 августа 1950 года, ранее — поселение, расположенное в бассейне рек Тоне и Ватарасе. В городе имеются предприятия машиностроения и приборостроения, легкой и химической промышленности.
Соседями Кога в префектуре Ибараки являются города и общины Ояма, Юки, Бандо, Курихаси и Яхиё.